# Apodemia duryi
Apodemia duryi is een vlindersoort uit de familie van de prachtvlinders (Riodinidae), onderfamilie Riodininae.
Apodemia duryi werd in 1882 beschreven door W. Edwards.